# Mortal Kombat 4
Mortal Kombat 4 (communément abrégé MK4) est un jeu vidéo de combat, quatrième titre de la série Mortal Kombat. C'est le dernier à être sorti sur arcade, en 1997, mais le premier à être en 3D, bien qu'il conserva un gameplay 2D. Il a connu une mise à jour, Mortal Kombat Gold, dont l'histoire remplace celle de MK4.

## Système de jeu
Dès le début, l'équipe de développement de Midway a décidé de faire un Mortal Kombat en 3D afin de profiter de la popularité croissante des jeux de combats tridimensionnels. Midway a décidé de développer son propre matériel, appelé « Zeus » ; mais comme ils sont partis « de rien », ce choix a eu pour conséquence de retarder le développement du jeu.
Comme il l'a expliqué dans des entrevues postérieures, le développeur Ed Boon s'est montré particulièrement désireux de maintenir la sensation d'un « gameplay 2D » jeu mais avec des graphismes en 3D. Au début, il a été inquiété qu'il y ait eu une certaine propriété intrinsèque aux graphismes 3D qui rendraient ceci impossible. Essentiellement, la différence principale de gameplay entre les jeux de combats en 2D et ceux en 3D est que jusqu'à ce moment tous les jeux 3D de combat avaient essayé de simuler légèrement des arts martiaux réalistes, au contraire des jeux en 2D qui se jouent sur un seul "plan", avec par exemple l'impossibilité d'éviter un coup de l'adversaire en se décalant sur un côté. Ainsi, alors qu'un coup de poing en 2D nécessite simplement une animation (sprite) par personnage, ce même coup de poing en 3D pourrait connaître un délai entre le moment où le joueur appuie sur le bouton et le moment où l'adversaire reçoit le coup, délai résultant de l'animation des corps en 3D (par exemple, si le personnage est courbé lorsque le joueur appuie, le moteur graphique va d'abord relever le personnage puis exécuter le coup).
Ce délai change fondamentalement le gameplay. Ed Boon a décidé d'utiliser l'animation 2D non réaliste des précédents Mortal Kombat simplement aposée sur des graphismes 3D. MK4 est ainsi le premier MK à ne pas utiliser des images 2D numérisées mais plutôt des personnages modélisés en 3 dimensions. Du fait de la conservation de ce type d'animation, l'expérience du gameplay est presque identique aux précédentes versions de MK, ce qui n'a pas été du goût d'une partie du public, critiquant le fait que MK4 ne se jouait pas comme les autres jeux de combats populaires de son temps qui utilisaient déjà un gameplay entièrement en 3D.

## Histoire
Il y a un millier d'années, à la suite d'une guerre avec le dieu corrompu connu sous le nom de Shinnok, Raiden était tenu comme responsable de la mort d'une civilisation entière. Pour éviter que cela se reproduise à nouveau, ainsi que pour protéger tous les royaumes contre la menace de Shinnok, Raiden a fait une campagne brutale et, au prix de lourds sacrifices, a exilé son rival dans un sombre endroit connu sous le nom de Netherealm. Quelques années avant le tournoi de 1992, Sub-Zero a aidé le nécromancien Quan Chi à obtenir l'amulette de Shinnok, la source de puissance de ce dernier (comme cela est raconté dans Mortal Kombat Mythologies: Sub-Zero). Peu de temps après (1997), Quan Chi s'est allié à Shinnok et a aidé le dieu à s'échapper de ses confins. Avec l'aide d'un traître d'Edenian, ils entrèrent dans les cieux et tuèrent la plupart des dieux, mais Fujin et Raiden s'échappèrent et recueillirent les meilleurs guerriers du Royaume de la Terre (« Earthrealm ») pour les combattre. la confrontation Raiden-Shinnok a ainsi éclaté de nouveau, mais cette fois… la bataille pourrait être gagnée par les mortels !

## Personnages

### Nouveaux personnages jouables
- Jarek : Dernier membre du Dragon Noir (tranche l'adversaire en quatre avec son laser ; arrache le cœur de l'adversaire à mains nues)
- Kai : Moine Shaolin et ami de Liu Kang (décapite l'adversaire avec une boule de feu ; arrache l'adversaire en deux à mains nues)
- Tanya : Traîtresse d'Edenia (embrasse l'adversaire qui se contorsionne et explose ; casse la tête de l'adversaire en la tournant avec ses jambes)
- Reiko : Général de Shinnok (arrache le torse de l'adversaire avec un coup de pied ; mitraille l'adversaire avec des shuriken)
- Fujin : Dieu du vent et frère de Raiden (tire avec une arbalète sur l'adversaire en lévitation ; invoque un ouragan qui arrache la peau de l'adversaire)
- Quan Chi (sous-boss dans la version arcade)
- Shinnok (Boss)

### Anciens personnages jouables
- Jax (écrase la tête de l'adversaire avec ses mains ; arrache les bras de l'adversaire à mains nues)
- Johnny Cage (décapite l'adversaire avec un uppercut ; arrache le torse de l'adversaire à mains nues)
- Liu Kang (se transforme en dragon et mange le torse de l'adversaire ; explose l'adversaire avec une boule de feu)
- Raiden (envoie de l'électricité dans le torse de l'adversaire qui explose ; électrocute l'adversaire avec son bâton)
- Reptile (asperge l'adversaire avec de l'acide ; mange le visage de l'adversaire)
- Scorpion (enlève son masque laissant voir un crâne et brûle l'adversaire ; se transforme en scorpion et arrache le torse de l'adversaire avec le dard)
- Sonya Blade (invoque une boule d'énergie qui explose le torse de l'adversaire ; arrache l'adversaire en deux en séparant ses jambes)
- Sub-Zero (congèle l'adversaire avant de le mettre en morceaux avec un uppercut ; arrache la tête et la colonne vertébrale de l'adversaire)
- Goro (sous boss dans les versions consoles ; il n'est pas dans la version arcade).

### Personnages cachés
- Noob Saibot
- Goro
- Meat

## Zones de combat (Kombat Zones)
- Elder Gods' Arena, salle de réunion des dieux
- Goro's Lair, cachette de Goro (si un adversaire est achevé avec un uppercut, il sera empalé par les lames au plafond, similaire au Kombat Tomb de MKII)
- Ice Pit, temple de neige et résidence de Sub-Zero
- Living Forest, une forêt hantée avec des arbres vivants
- Reptile's Lair, base secrète ornée de motifs reptiliens
- Shaolin Temple, résidence des Moines Shaolin
- The Prison, cellule de prison octogonale (un adversaire achevé peut être envoyé dans le ventilateur au fond de l'arène)
- The Tomb, tour funéraire ornée de cercueils
- Fire Well, tombeau de l'enfer enflammé
- Wind World, résidence de Fujin

## Nouveautés dansMK4
- MK4 est le premier Mortal Kombat à avoir des personnages entièrement générés par ordinateur, bien que les textures aient été prises de la plupart des acteurs des jeux précédents et que les animations aient été produites par l'intermédiaire de la technique de la capture de mouvement.
- MK4 introduit dans la série un système d'arme limitée.
- Les arènes de MK4 sont en 3D mais le gameplay se rapproche d'un « gameplay 2D ».
- MK4 introduit également un système de « dégâts maximum » au système de combos, interrompant automatiquement ces derniers lorsque les dégâts sont trop importants, empêchant de ce fait les combos infinis (cette limite peut néanmoins être enlevée avec un cheat code).

## Impact
La réaction initiale à la nouvelle 3D de la série a été négative (comme cela est souvent le cas pour des séries longues dont les évolutions techniques suivent les tendances du marché), mais MK4 est parvenu à être un succès financier dû à une campagne publicitaire agressive (bandes annonces, campagnes d'affichage...).
Bien que le jeu ait été relativement populaire, il n'a pas réussi à sauver Mortal Kombat d'un déclin qui a commencé la même année. En fait, de 1997 à 1999, la série s'est affaiblie en raison de plusieurs projets Mortal Kombat qui étaient de courte durée et d'une qualité médiocre. C'était également le temps où John Tobias, le storyteller principal, et une partie de l'équipe de Midway ont démissionné depuis que l'industrie du jeu vidéo subissaient des aléas consécutifs.
MK4 a également été le dernier jeu de la série à sortir sur borne d'arcade, ceci étant dû à une baisse dramatique de la popularité de ces dernières dans les années 2000.

## Ports
Mortal Kombat 4 a été porté sur Game Boy Color (1998, Digital Eclipse), PlayStation, Nintendo 64, et PC.